# Raquel Castro (actriz)
Raquel Castro (Long Island, Nueva York, 17 de noviembre de 1994) es una actriz, cantautora y compositora estadounidense conocida por su papel en la película de 2004 Jersey Girl como Gertie Trinké, la hija de Ollie Trinké (Ben Affleck) y Gertrude Steiney (Jennifer López), papel que le permitió ganar el Young Artist Award por Mejor Actuación.

## Biografía

### Infancia y juventud
Castro, la cuarta de cinco hijos, nació en Long Island, Nueva York, de padre puertorriqueño, Albee Castro, y madre estadounidense de ascendencia italiana, llamada Kathleen. Tiene dos hermanas y un hermano mayor además de un hermano menor. Actualmente vive en Los Ángeles y se dedica a la música además de la actuación.

### Carrera
Castro tuvo su debut en un episodio de Third Watch. Posteriormente fue elegida como la hija de Ben Affleck y Jennifer López en Jersey Girl, dirigida por Kevin Smith. Luego de ello, en 2005, tuvo una aparición en la serie La Ley y el Orden: Unidad de Víctimas Especiales interpretando a Emma Boyd. En 2006 participó en la película independiente Little Fugitive. En 2009 trabajó en la película "America" en el papel de Liza. Más recientemente ha tenido apariciones en las series de televisión Awkward. y Liv and Maddie, ambas en 2014.
Además, en 2006, fue elegida en el papel de Nicole para aparecer en el vídeo musical de la canción "Runaway Love" de Ludacris, trabajando junto a Mary J. Blige.

## Filmografía

### Cine
| Año  | Título                            | Personaje     | Notas        |
| ---- | --------------------------------- | ------------- | ------------ |
| 2004 | Jersey Girl                       | Gertie Trinké | Papel debut  |
| 2006 | Little Fugitive                   | Destiny       | Remake       |
| 2007 | Tracks of Color                   | Carmen        | Cortometraje |
| 2009 | America                           | Liza          |              |
| 2009 | The Ministers                     | Nereida       |              |
| 2010 | Brooklyn's Finest                 | Katherine     |              |
| 2019 | Once Upon a Time in Staten Island |               |              |

### Televisión
| Año  | Título                            | Personaje       | Episodio                                                                 |
| ---- | --------------------------------- | --------------- | ------------------------------------------------------------------------ |
| 2002 | Third Watch                       | Moira Kenney    | Episodio: "The Greater Good"                                             |
| 2005 | Law & Order: Special Victims Unit | Emma Boyd       | Episodio: "Alien"                                                        |
| 2011 | The Voice                         | Ella misma      | Participante de la temporada 1; miembro del equipo de Christina Aguilera |
| 2011 | Wingin' It                        | JenJen          | Episodio: "Heaven Must Be Missing an Angel"                              |
| 2014 | Awkward.                          | Shiri           | Temporada 4, Episodio 3: "Touched by an Angel"                           |
| 2014 | Liv y Maddie                      | South Salamanca | Temporada 1, Episodio 19: "BFF-A-Rooney"                                 |

## Premios
| Año  | Premio             | Categoría                                                             | Resultado | Trabajo     |
| ---- | ------------------ | --------------------------------------------------------------------- | --------- | ----------- |
| 2005 | Young Artist Award | Best Performance in a Feature Film - Young Actress Age Ten or Younger | Ganador   | Jersey Girl |